# Ponte Nova (Galiza)

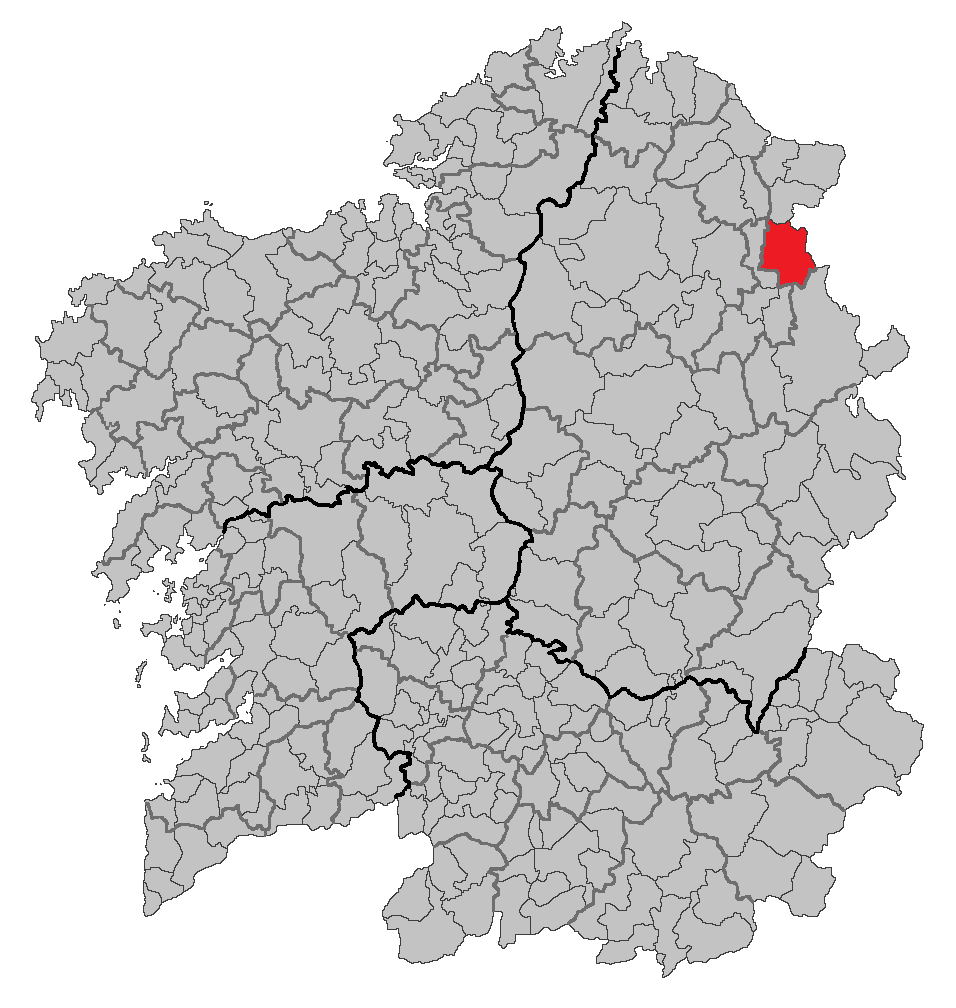
Localização da Pontenova

Ponte Nova (em galego, A Pontenova; em espanhol, Puente Nuevo) é um município da Espanha na província de Lugo, comunidade autónoma da Galiza, de área 133,3 km² com população de 2971 habitantes (2007) e densidade populacional de 22,95 hab/km².

## Demografia
| Variação demográfica do município entre 1991 e 2004 | Variação demográfica do município entre 1991 e 2004 | Variação demográfica do município entre 1991 e 2004 | Variação demográfica do município entre 1991 e 2004 |
| --------------------------------------------------- | --------------------------------------------------- | --------------------------------------------------- | --------------------------------------------------- |
| 1991                                                | 1996                                                | 2001                                                | 2004                                                |
| 3781                                                | 3528                                                | 3238                                                | 3125                                                |